# نازنین مهرفرد
نازنین مهرفرد بازیکن فوتبال اهل ایران است که اکنون برای باشگاه هیئت فوتبال البرز در لیگ برتر فوتبال زنان ایران بازی می‌کند. او سابقهٔ حضور در تیم آذرخش تهران و نیز تیم ملی فوتبال نوجوانان ایران را نیز دارد.